# 2006年10月逝世人物列表
2006年逝世人物列表：1月 - 2月 - 3月 - 4月 - 5月 - 6月 - 7月 - 8月 - 9月 - 10月 - 11月 - 12月
2006年10月逝世人物列表，是用於匯總2006年10月期間逝世人物的列表。

## 依日期排序

### 1日
- 弗蘭克·拜爾（Frank Beyer），74歲，德國電影導演（《騙子雅各布》）。[1]
- 勞倫斯·布羅迪-霍爾爵士（Sir Laurence Brodie-Hall），96歲，澳大利亞礦業高管。[2]
- 艾倫·卡約（Alan Caillou），91歲，英國演員和作家。[3]
- 皮埃爾·戈爾曼（Pierre Gorman），82歲，澳大利亞圖書館員和學者。[4]
- 傑克·柯克布萊德，83歲，英國漫畫家，女演員安妮·柯克布萊德的父親。[5]
- 安娜·昆克爾（Anna Kunkel），74歲，美國棒球運動員（AAGPBL）。[6]
- 雷納托·波爾塞利（Renato Polselli），84歲，義大利電影導演（《吸血鬼與芭蕾舞女演員》《黑魔法儀式》）。[7]
- 拉斐爾·昆特羅（Rafael Quintero），66歲，古巴出生的美國中央情報局特工。[8]
- 安德列·維格（André Viger），54歲，加拿大輪椅馬拉松運動員和殘奧會運動員，癌症。[9]
- 米澤嘉博，53歲，日本漫畫評論家，肺癌。[10]

### 2日
- 瑪爾塔·費爾南德斯·米蘭達·德·巴蒂斯塔，82歲，古巴第一夫人（1952-1959），富爾亨西奧·巴蒂斯塔總統的第二任妻子。[11]
- 法蘭西斯·卑爾根（Frances Bergen），84歲，美國女演員，口技師埃德加·卑爾根（Edgar Bergen）的妻子，女演員坎迪斯·卑爾根（Candice Bergen）的母親。[12]
- Helen Chenoweth-Hage，68歲，美國愛達荷州共和黨眾議員（1995-2001），車禍。[13]
- 巴克蒂斯瓦魯帕·達莫達爾·斯瓦米，69歲，印度科學家、精神導師和詩人，心臟病發作。[14]
- 塔瑪拉·多布森（Tamara Dobson），59歲，美國女演員（克利奧帕特拉·鐘斯），肺炎和多發性硬化症併發症。[15]
- 保羅·哈爾莫斯（Paul Halmos），90歲，匈牙利出生的美國數學家。[16]
- 保羅·理查森（Paul Richardson），74歲，美國費城人隊長期管風琴家，前列腺癌。[17]
- 克萊德·沃爾默（Clyde Vollmer），85歲，美國職業棒球大聯盟球員（辛辛那提紅人隊）。[18]

### 3日
- 露西拉·安德魯斯（Lucilla Andrews），86歲，英國浪漫小說家。[19]
- 約翰·考克斯爵士，77歲，英國海軍上將，曾任南大西洋總司令。[20]
- 約翰·克蘭克（John Crank），90歲，英國數學物理學家，幫助解決了熱方程。[21]
- 格溫·梅雷迪思（Gwen Meredith），98歲，澳大利亞作家，長期播出的廣播連續劇《藍山》（Blue Hills）的所有5795集，心臟病。[22]
- 彼得·諾曼（Peter Norman），64歲，澳大利亞運動員，1968年夏季奧運會銀牌得主，心臟病發作。[23]

### 4日
- R. W. Apple， Jr.，71歲，美國政治記者和美食作家（《紐約時報》），胸部癌症。[24]
- 湯姆·貝爾（Tom Bell），73歲，英國演員（《希望你在這裡》《頭號嫌疑犯》），在短暫生病後。[25]
- Victor Dyrgall，88歲，美國奧運選手。[26]
- 弗朗齊謝克·法伊特爾（František Fajtl），94歲，捷克二戰戰鬥機飛行員，長期患病。[27]
- 諾伯特·弗蘭克（Norbert Franck），88歲，盧森堡奧運游泳運動員。[28]
- 沃爾特·吉布（Walter Gibb），87歲，英國飛行員和試飛員，曾兩次保持世界飛行高度記錄。[29]
- 拉爾夫·格裡斯沃爾德（Ralph Griswold），72歲，Snobol和Icon程式設計語言的美國創造者，癌症。[30]
- 維克·海利格（Vic Heyliger），87歲，美國冰球名人堂球員和教練。[31]
- 奧斯卡·帕斯蒂爾（Oskar Pastior），78歲，羅馬尼亞出生的德國作家。[32]
- 里卡多·帕扎利亞（Riccardo Pazzaglia），80歲，義大利演員、作家和電影導演。[33]
- 唐·汤普森（Don Thompson），73歲，英國競走運動員，1960年奧運會金牌得主，動脈瘤。[34]
- 卡塔琳娜·托馬舍夫斯基（Katarina Tomasevski），53歲，克羅埃西亞出生，前聯合國受教育權問題特別報告員。[35]

### 5日
- 瓦萊麗·坎貝爾-哈丁（Valerie Campbell-Harding），74歲，加拿大紡織藝術設計師，心臟病發作。[36]
- 弗里德里希·卡爾·弗里克（Friedrich Karl Flick），79歲，德裔奧地利億萬富翁實業家。[37]
- 乔治·金（George King），78歲，美國大學籃球教練（西弗吉尼亞登山隊，普渡鍋爐製造商）。[38]
- Speedy O. Long，78歲，美國路易士安那州民主黨眾議員（1964-1972），休伊·朗的堂兄。[39]
- 61歲的英國女演員詹妮弗·莫斯（Jennifer Moss）在《加冕街》中扮演露西爾·休伊特（Lucille Hewitt）。[40]
- 安東尼奧·佩尼亞（Antonio Peña），53歲，Lucha Libre AAA World Wide的墨西哥贊助者，心臟病發作。[41]
- Jackie Rae，84歲，加拿大歌手、詞曲作者和藝人。[42]
- 迪克·瓦格納（Dick Wagner），78歲，美國辛辛那提紅人隊和休斯頓太空人隊前主席，在1999年的一場車禍中受傷。[43]
- 吉伯特·懷特（Gilbert F. White），94歲，美國地理學家。[44]

### 6日
- Bertha Brouwer，75歲，荷蘭運動員，1952年奧運會200米銀牌得主。[45]
- 查理斯·克拉克（Charles Clark），73歲，英國出版商和律師。[46]
- 克勞德·盧特（Claude Luter），83歲，法國爵士單簧管演奏家和樂隊領隊。[47]
- 愛德華多·米尼奧尼亞（Eduardo Mignogna），66歲，阿根廷電影導演。[48]
- 巴克·奧尼爾（Buck O'Neil），94歲，美國棒球運動員和黑人聯盟經理，心力衰竭和骨髓癌。[49]
- 蒂莫·萨尔帕内瓦（Timo Sarpaneva），79歲，芬蘭玻璃製造商。[50]
- Heinz Sielmann，89歲，德國動物學家。[51]
- 威爾遜·塔克（Wilson Tucker），91歲，美國科幻作家。[52]

### 7日
- 查理·布拉德伯里（Charlie Bradberry），24歲，美國納斯卡（NASCAR）車手，車禍。[53]
- Danifel Campilan，25歲，菲律賓新聞記者（24 Oras），車禍。[54]
- 波莉·克勞斯（Polly Craus），83歲，美國奧運擊劍運動員。[55]
- 克雷格·多賓（Craig Dobbin），71歲，CHC Helicopter的加拿大創始人，在肺移植後患病。[56]
- Julen Goikoetxea，21歲，西班牙自行車賽車手，跳樓自殺。[57]
- 安娜·波利特科夫斯卡娅，48歲，俄羅斯記者，被槍殺。[58]
- 彼得·羅西（Peter H. Rossi），84歲，美國社會學家。[59]

### 8日
- 鮑勃·坎寧安（Bob Cunningham），79歲，加拿大足球運動員。[60]
- Ira B. Harkey Jr.，88歲，美國報紙編輯，1963年普利策社論寫作獎獲得者。[61]
- 帕沃爾·赫尼利卡（Pavol Hnilica），85歲，斯洛伐克天主教主教。[62]
- 伊萬·穆雷爾（Ivan Murrell），63歲，美國職業棒球大聯盟太空人隊和教士隊的球員。[63]
- 馬克·波特（Mark Porter），32歲，紐西蘭賽車手，賽車撞車。[64]

### 9日
- 塞達特·阿爾普（Sedat Alp），93歲，土耳其考古學家，專門研究赫梯學。[65]
- Coccinelle，75歲，法國變性歌手，中風。[66]
- Reg Freeson，80歲，英國政治家，住房和地方政府國務大臣（1974-1979）。[67]
- Marek Grechuta，60歲，波蘭歌手、作曲家和作詞家。[68]
- Danièle Huillet，70歲，法國電影製片人，癌症患者。[69]
- 保罗·亨特（Paul Hunter），27歲，英國斯諾克選手，神經內分泌腫瘤。[70]
- 馬里奧·莫亞·帕倫西亞，73歲，墨西哥政治家和外交官（內政部長，1969-1976年），心臟病發作。[71]
- 葛籣·邁爾尼克（Glenn Myernick），51歲，美國男子國家隊助理足球教練，心臟病發作。[72]
- Raymond Noorda，82歲，美國計算機高管，Novell首席執行官（1982-1994）。[73]
- Kanshi Ram，72歲，印度政治家，心臟病發作。[74]

### 10日
- 謝赫·阿基朱丁（Sheikh Akijuddin），76-77歲，孟加拉國企業家。[75]
- 卡洛·阿庫蒂斯（Carlo Acutis），15歲，美麗的天主教少年
- 傑里·貝爾森（Jerry Belson），68歲，美國艾美獎獲獎電視喜劇作家（特蕾西·烏爾曼，迪克·范·戴克），前列腺癌。[76]
- 弗朗西斯·貝瑞（Francis Berry），91歲，英國詩人和文學評論家。[77]
- P. C. Devassia，100歲，印度梵文學者和詩人，1980年獲得Sahitya Akademi獎（Kristubhagavatam）。[78]
- 德里克·帕丁森爵士（Sir Derek Pattinson），76歲，英國聖公會總主教會議秘書長（1972-1990）[79]
- 邁克爾·約翰·羅傑斯（Michael John Rogers），74歲，英國鳥類學家。[80]
- 伊恩·斯科特（Ian Scott），72歲，加拿大安大略省總檢察長（1985-1990）。[81]
- 拉文德拉·瓦爾瑪（Ravindra Varma），81歲，印度政治家。[82]

### 11日
- 亨利·卡爾德拉（Henry Caldera），69歲，斯里蘭卡歌手，癌症。[83]
- 維克多·古德修爵士，86歲，英國政治家，聖奧爾本斯保守黨議員（1959-1983）。[84]
- 科里·利德爾（Cory Lidle），34歲，美國棒球投手（紐約洋基隊），2006年紐約市飛機失事的受害者。[85]
- 貝尼托·馬丁內斯（Benito Martínez），126歲，古巴人，擁有世界上最年長的人的稱號。[86]
- 羅伯特·梅加里爵士，96歲，英國法官和最高法院副院長（1982-1985）。[87]
- 埃迪·佩拉格裡尼（Eddie Pellagrini），88歲，美國棒球運動員和教練（波士頓學院）。[88]
- Jimmy Peters， Sr.，84歲，加拿大冰球運動員，斯坦利杯冠軍（蒙特利爾加拿大人隊，底特律紅翼隊）。[89]
- 伊拉克曼達人領導人拉德·穆塔爾·薩利赫（Raad Mutar Saleh）被槍殺。[90]
- 雅克·斯滕伯格（Jacques Sternberg），83歲，法國科幻小說和奇幻小說作家，肺癌。
- 約翰·特維（John Turvey），61歲，加拿大青年活動家和加拿大勳章獲得者，線粒體肌病。[91]

### 12日
- 托德·博倫德（Todd Bolender），92歲，美國舞蹈家和編舞家，堪薩斯城芭蕾舞團導演。[92]
- 約翰尼·卡利森（Johnny Callison），67歲，美國職業棒球大聯盟球員，費城人隊三屆全明星外野手。[93]
- Samuel B. Casey， Jr.，78歲，普爾曼公司美國首席執行官。[94]
- 赫爾曼·艾爾茨（Hermann Eilts），84歲，德國出生的美國外交官，美國駐沙烏地阿拉伯大使（1965-1970）。[95]
- Angelika Machinek，49歲，德國滑翔機飛行員，五次全國冠軍，九項世界紀錄保持者，空難。[96]
- 歐仁·馬丁（Eugène Martin），91歲，法國賽車手。[97]
- 傑拉德·墨菲（Gerard Murphy），57歲，愛爾蘭數學家。[98]
- Gillo Pontecorvo，86歲，義大利電影導演（《阿爾及爾之戰》），心力衰竭。[99]

### 13日
- 梅森·安德魯斯（Mason Andrews），87歲，美國醫生和政治家，曾接生美國第一個試管嬰兒，佛吉尼亞州諾福克市市長（1992-1994）。[100]
- 黛博拉·布魯默（Deborah Blumer），64歲，美國馬薩諸塞州普通法院成員，心臟病發作。[101]
- 佩特拉·卡博特（Petra Cabot），99歲，美國設計師，創造了Skotch Kooler，自然原因。[102]
- 鮑勃·拉西特（Bob Lassiter），61歲，美國脫口秀電臺名人。[103]
- 迪諾·蒙杜齊（Dino Monduzzi），84歲，義大利樞機主教，宗座家庭長官（1986-1998）。[104]
- 希爾達·特裡（Hilda Terry），92歲，美國漫畫家，連環畫《蒂娜》（Teena）的創作者。[105]
- 安東尼·蒂佩特爵士，78歲，英國海軍上將。[106]
- 王光美，85歲，已故中共領導人劉少奇的中國妻子。[107]

### 14日
- 伯納德·艾倫（Bernard Allen），69歲，北卡羅來納州大會美國議員。[108]
- 詹姆斯·巴爾（James Barr），82歲，英國舊約學者。[109]
- 张俊威，34歲，荷蘭賽艇舵手，2004年夏季奧運會銀牌得主，肝癌。[110]
- Gino Empry，81歲，加拿大娛樂公關人員和經理[111]
- 弗雷迪·芬德（Freddy Fender），69歲，美國歌手（“Before the Next Teardrop Falls”），肺癌。[112]
- 克拉斯·魯尼亞（Klaas Runia），80歲，荷蘭歸正教會神學家。[113]
- Gerry Studds，69歲，美國第一位公開的同性戀國會議員，代表馬薩諸塞州（1973-1997），肺栓塞。[114]

### 15日
- 埃迪·布萊（Eddie Blay），68歲，迦納奧運拳擊手。[115]
- 德里克·邦德（Derek Bond），86歲，英國演員（卡蘭，南極的斯科特）。[116]
- 威廉·布萊特（William Bright），78歲，美國語言學家和作家，北美土著語言的記錄者。[117]
- 邁克爾·福雷斯特（Michael Forrester），89歲，英國陸軍上將。[118]
- 羅伯特·普法爾（Robert Pfarr），86歲，美國奧運自行車運動員。[119]
- 喬治·史蒂文斯（George Stevens），74歲，美國政治家和浸信會牧師。[120]
- 蜜雪兒·烏里（Michelle Urry），66歲，《花花公子》的加拿大卡通編輯。[121]
- Varduhi Vardanyan，30歲，亞美尼亞歌手，交通事故。[122]
- 莫裡斯·韋斯納（Maurice F. Weisner），88歲，美國海軍上將。[123]

### 16日
- 尼爾·安德魯斯（Niall Andrews），69歲，愛爾蘭政治家，都柏林南部的菲安娜·法伊爾（FiannaFáil）TD（1977-1987），倫斯特（Leinster）的歐洲議會議員（1984-2004），肺癌。[124]
- 唐娜·庫克（Donna Cook），78歲，美國棒球運動員（AAGPBL）[125]
- 羅斯·戴維森（Ross Davidson），57歲，英國前EastEnders演員，腦瘤。[126]
- 席德·大衛斯（Sid Davis），90歲，美國教育電影製片人，肺癌。[127]
- 馬丁·弗蘭納里（Martin Flannery），88歲，英國政治家，謝菲爾德希爾斯伯勒工黨議員（1974-1992）。[128]
- 湯米·詹森（Tommy Johnson），71歲，美國音樂家，以《大白鯊》主題、癌症併發症和腎衰竭而聞名。[129]
- 約翰·穆拉（John V. Murra），90歲，烏克蘭出生的美國人類學家和印加學者。[130]
- 瓦倫丁·帕尼亞瓜，70歲，秘魯總統（2000-2001），心臟手術併發症。[131]
- Lister Sinclair，85歲，加拿大劇作家和廣播員，肺栓塞。[132]
- 厄尼·斯蒂爾（Ernie Steele），88歲，美式足球運動員（費城老鷹隊）。[133]
- 翁迪娜·瓦拉，90歲，義大利運動員，1936年第一位義大利女子奧運會冠軍（80米欄），自然原因。[134]
- 55歲的阿納托利·沃羅寧（Anatoly Voronin）是俄通社塔斯社的俄羅斯業務主管，被刺傷。[135]

### 17日
- 丹尼爾·埃米爾福克（Daniel Emilfork），82歲，法國演員（《迷失之城》）。[136]
- Miriam Engelberg，48歲，美國圖形作家（癌症使我成為一個膚淺的人），轉移性乳腺癌。[137]
- 克裡斯托弗·葛籣（Christopher Glenn），68歲，美國哥倫比亞廣播公司新聞廣播電視新聞主播，肝癌。[138]
- 梅根·邁爾（Megan Meier），13歲，美國網路欺淩受害者，上吊自殺。[139]
- 厄休拉·莫雷·威廉姆斯（Ursula Moray Williams），95歲，英國兒童作家。[140]
- Lieuwe Steiger，82歲，荷蘭門將，效力於PSV埃因霍溫（1942-1957年，1959年）和荷蘭（1953-1954年）。[141]
- 瑪西婭·塔克（Marcia Tucker），66歲，美國策展人，新當代藝術博物館創始人。[142]

### 18日
- Don R. Christensen，90歲，美國動畫師和漫畫家。[143]
- 馬克·霍德勒（Marc Hodler），87歲，瑞士國際滑雪聯合會主席（1951-1998），國際奧會舉報人，中風。[144]
- 斯坦尼斯洛瓦斯·揚丘卡斯（Stanislovas Jančiukas），68歲，立陶宛時裝設計師。[145]
- 馬里奧·法蘭切斯科·龐佩達（Mario Francesco Pompedda），77歲，義大利紅衣主教，宗座主教（1999-2004），腦出血。[146]
- 安娜·拉塞尔（Anna Russell），94歲，英國出生的加拿大喜劇演員和古典音樂諷刺作家。[147]
- 勞里·泰特（Laurie Taitt），72歲，英國短跑跨欄運動員。[148]
- 阿尔文·温伯格（Alvin M. Weinberg），91歲，美國曼哈頓計劃科學家，橡樹嶺國家實驗室前主任。[149]

### 19日
- 高十字的哈裡斯男爵拉爾夫·哈裡斯（Ralph Harris,Baron Harris of High Cross），81歲，英國終身同齡人，經濟事務研究所（Institute of Economic Affairs）創始人，心臟病發作。[150]
- 邁克爾·詹森（Michael Johnson），29歲，美國罪犯，在處決前自殺。[151]
- 菲利斯·柯克（Phyllis Kirk），79歲，美國女演員（《蠟屋》《瘦子》），腦動脈瘤後。[152]
- Srividya，53歲，印度女演員，癌症。[153]

### 20日
- 唐·巴勒斯（Don Burroughs），75歲，美式橄欖球運動員（1955-1964），癌症。[154]
- Irene Galitzine，90歲，俄羅斯出生的義大利時裝設計師。[155]
- 馬克西·赫伯，86歲，德國花樣滑冰運動員，1936年冬季奧運會金牌得主，帕金森病。[156]
- 勞倫斯·科爾布（Lawrence Kolb），95歲，美國精神病學家，社區心理健康運動的領導者。[157]
- 埃裡克·紐比（Eric Newby），86歲，英國旅行作家。[158]
- 简·怀亚特（Jane Wyatt），96歲，美國女演員（《父親最瞭解》、《星際迷航》），自然原因。[159]

### 21日
- 彼得·巴克沃斯（Peter Barkworth），77歲，英國演員，中風後支氣管肺炎。[160]
- 保羅·比格爾（Paul Biegel），81歲，荷蘭兒童文學作家。[161]
- 派·張伯倫（Pye Chamberlayne），68歲，美國電台記者，心臟病發作。[162]
- 達里爾·杜克（Daryl Duke），77歲，加拿大電影導演（《荊棘鳥》），肺纖維化。[163]
- 布萊恩·希普（Bryan Hipp），美國吉他手（Diabolic，Cradle of Filth）。[164]
- 霍華德·勞森（Howard Lawson），92歲，英國板球運動員（漢普郡）。[165]
- 鮑勃·曼恩（Bob Mann），82歲，美式橄欖球運動員（底特律雄獅隊）。[166]
- 亞瑟·皮科克（Arthur Peacocke），81歲，英國科學家和神學家。[167]
- 米爾頓·塞爾澤（Milton Selzer），87歲，美國演員。[168]
- 保羅·沃爾特斯（Paul Walters），59歲，英國BBC廣播和電視製片人。[169]
- 桑迪·韋斯特（Sandy West），47歲，美國鼓手和歌手（The Runaways），肺癌。[170]
- 烏里安·威廉（Urien Wiliam），76歲，英國作家。[171]

### 22日
- 崔圭夏，87歲，韓國總統（1979-1980）。[172]
- 納爾遜·德拉羅薩（Nelson de la Rosa），38歲，多明尼加演員，1989年吉尼斯世界紀錄中的“世界上最矮的人”。[173]
- 藤尾 正行，89歲，日本前教育大臣。[174]
- 亞瑟·希爾（Arthur Hill），84歲，加拿大托尼獎獲獎演員（《誰害怕弗吉尼亞·伍爾夫？》），阿爾茨海默病。[175]
- 理查·梅耶斯（Richard Mayes），83歲，英國舞臺和電視演員。[176]
- 邁克爾·梅恩，77歲，英國神職人員，威斯敏斯特教堂院長（1986-1996），頜骨癌。[177]

### 23日
- 列昂尼德·漢布羅（Leonid Hambro），86歲，美國音樂會鋼琴家。[178]
- 簡·伊莉莎白·霍奇森（Jane Elizabeth Hodgson），91歲，美國醫生和墮胎權利宣導者。[179]
- Bruno Lauzi，69歲，義大利歌手和作曲家，帕金森病。[180]
- Lebo Mathosa，29歲，南非歌手，車禍。[181]
- 埃貢·皮哈切克（Egon Piechaczek），69歲，波蘭足球運動員和教練。[182]
- 托德·斯金納（Todd Skinner），48歲，美國自由登山者，登山事故。[183]
- Rein Strikwerda，76歲，荷蘭醫生和膝傷專家。[184]

### 24日
- 傑弗里·倫德葛籣（Jeffrey Lundgren），56歲，美國被定罪的殺人犯，被注射死刑。[185]
- Enolia McMillan，102歲，美國民權活動家，全國有色人種協進會第一位女主席，心力衰竭。[186]
- 本傑明·米德（Benjamin Meed），88歲，波蘭出生的美國總統，美國猶太大屠殺倖存者聚會的聯合創始人。[187]
- 傑克·拉德克（Jack Radtke），93歲，美國棒球運動員。[188]
- 威廉·蒙哥馬利·瓦特（William Montgomery Watt），97歲，英國愛丁馬巴德大學阿拉伯和伊斯蘭研究教授。[189]

### 25日
- 保羅·阿布曼（Paul Ableman），79歲，英國劇作家和小說家。[190]
- 理查·克利弗（Richard Cleaver），89歲，澳大利亞政治家，MHR for Swan（1955-1969）。[191]
- 阿勒頓·庫什曼（Allerton Cushman），99歲，美國奧運賽艇運動員。[192]
- 大木金太郎，77歲，韓國摔跤手，心臟病發作。[193]
- 丹尼·罗林（Danny Rolling），52歲，美國被定罪的殺人犯，被注射死刑。[194]
- 埃米利奧·維多瓦（Emilio Vedova），87歲，義大利畫家。[195]

### 26日
- 加里·庫爾（Gary Coull），52歲，加拿大記者，里昂證券聯合創始人，癌症。[196]
- 羅傑里奧·杜普拉特（Rogério Duprat），74歲，巴西作曲家，癌症。[197]
- 蒂爾曼·弗蘭克斯（Tillman Franks），86歲，美國貝斯手，詞曲作者和鄉村音樂經理，自然原因。[198]
- 拉爾夫·R·哈丁（Ralph R. Harding），77歲，來自愛達荷州的美國國會議員（1961-1965）。[199]
- Pontus Hultén，82歲，瑞典藝術收藏家和博物館館長。[200]
- 約翰·肯蒂什（John Kentish），96歲，英國歌劇男高音。[201]
- 小島信夫，91歲，日本作家，肺炎。[202]
- 西奧多·泰勒（Theodore Taylor），85歲，美國作家（The Cay），心臟病發作。[203]

### 27日
- 約翰·布羅德本特（John Broadbent），92歲，澳大利亞陸軍軍官和律師。[204]
- 約瑟夫·格雷戈爾（Jozsef Gregor），66歲，匈牙利歌劇歌手。[205]
- 湯瑪斯·鐘斯（Thomas R. Jones），93歲，美國法學家和民權活動家。[206]
- 古拉姆·伊沙克·汗（Ghulam Ishaq Khan），91歲，巴基斯坦公務員和官僚，巴基斯坦總統（1988-1993），肺炎。[207]
- Marlin McKeever，66歲，美國前橄欖球運動員，摔倒頭部受傷。[208]
- Joe Niekro，61歲，美國職業棒球大聯盟投手，腦動脈瘤。[209]
- 穆罕默德·卡西姆（Muhammad Qasim），32歲，巴基斯坦曲棍球守門員，癌症。[210]
- 阿爾佈雷希特·馮·戈爾茨（Albrecht von Goertz），92歲，德國出生的美國汽車設計師。[211]
- 布蘭得利·羅蘭·威爾（Bradley Roland Will），36歲，美國印第安人媒體記者，在報導2006年瓦哈卡抗議活動時被槍殺。[212]

### 28日
- 雷德·奧爾巴赫，89歲，波士頓塞爾特人隊的美國教練（1950-1966），心臟病發作。[213]
- 蒂娜·奧蒙（Tina Aumont），60歲，法國女演員，肺栓塞。[214]
- György Bence，64歲，匈牙利哲學家。[215]
- 特雷弗·伯比克（Trevor Berbick），51歲，牙買加前重量級拳擊冠軍，最後一位面對穆罕默德·阿裡的拳擊手，兇殺案。[216]
- 布萊恩·布羅利（Brian Brolly），70歲，Wings的英國聯合經理（1973-1978），RUG的董事總經理（1978-1988），Classic FM的聯合創始人，心臟病發作。[217]
- 霍英東，83歲，香港商人、慈善家和CCPPC官員，淋巴瘤。[218]
- 理查·吉爾曼（Richard Gilman），83歲，美國戲劇和文學評論家，肺癌。[219]
- 彼得·金戈爾德（Peter Gingold），90歲，德國反法西斯主義者。[220]
- Marijohn Wilkin，86歲，美國鄉村詞曲作者，納什維爾詞曲作者名人堂成員，心力衰竭。[221]

### 29日
- Runer Jonsson，90歲，瑞典記者和作家。[222]
- 奈杰尔·克卢尔（Nigel Kneale），84歲，英國編劇（《四重奏實驗》），中風。[223]
- 穆罕默德·馬西多（Muhammadu Maccido），78歲，奈及利亞索科托蘇丹，穆斯林精神領袖，飛機失事。[224]
- 塞拉斯·西蒙斯（Silas Simmons），111歲，美國黑人聯盟棒球運動員，已知最年長的職業棒球運動員。[225]

### 30日
- 克里弗德·紀爾茲（Clifford Geertz），80歲，美國文化人類學家，心臟手術后併發症。[226]
- 延斯·克利斯蒂安·豪格（Jens Christian Hauge），91歲，挪威二戰抵抗運動領袖，戰後第一位國防部長，自然原因。[227]
- 木下順二，92歲，日本劇作家，肺炎。[228]
- 伊恩·里倫（Ian Rilen），58歲，澳大利亞貝斯手（玫瑰紋身），膀胱癌。[229]
- Aud Schønemann，83歲，挪威女演員。[230]
- 莫斯·托利弗（Mose Tolliver），87歲，美國民間藝術家，肺炎。[231]

### 31日
- 漢克·伯傑（Hank Berger），55歲，美國夜總會老闆，哮喘相關問題。[232]
- P. W. Botha，90歲，南非政治家，總理（1978-1984），國家總統（1984-1989），心臟病發作。[233]
- Nikki Catsouras，18歲，來自加利福尼亞州奧蘭治縣的美國青少年車禍受害者，其事故照片被發佈到互聯網上，車禍。[234]
- Shane Drury，27歲，PRCA的美國職業公牛騎手，尤因氏肉瘤。[235]
- 威廉·佛蘭克林（William Franklyn），81歲，英國演員，前列腺癌。[236]
- 彼得·弗萊爾（Peter Fryer），79歲，英國記者，報導匈牙利革命。[237]
- 邁克爾·詹姆斯·吉諾維斯（Michael James Genovese），87歲，美國黑手黨老闆，匹茲堡黑手黨老大。[238]
- 喬治·湯瑪斯（George B. Thomas），92歲，美國數學家和作家，自然原因。[239]
- Nicholas John Vine-Hall，62歲，澳大利亞系譜學家，癌症。[240]